# Daré Nibombé
Dare Nibombé (ur. 16 czerwca 1980 w Lomé) – togijski piłkarz występujący na pozycji obrońcy.

## Życiorys
Nibombé swoją karierę zaczynał w CO Modèle de Lomé. Następnie występował w innym togijskim klubie ASKO Kara, a w 2001 roku trafił do ghańskiego Liberty Professionals. Po grze w Ghanie został piłkarzem AS Douanes Lomé i grał tam w sezonie 2001/2002. Następnie przeniósł się do Belgii, do RAA Louviéroise, a w 2003 roku przeszedł do RAEC Mons, w którym spędził pięć sezonów. Latem 2008 został zawodnikiem rumuńskiego CS Otopeni, ale po pół roku odszedł do FC Timiszoara. W 2010 roku został piłkarzem azerskiego Bakı FK. Następnie grał w Arminii Bielefeld, a w 2011 roku przeszedł do Royalu Boussu Dour Borinage. W 2014 roku zakończył karierę.
W reprezentacji Togo debiutował 8 kwietnia 2000, podczas meczu z Gwineą. Na Mistrzostwach Świata w Niemczech był zawodnikiem pierwszej jedenastki, prowadzonej przez Otto Pfistera.

## Kariera w liczbach
| Sezon   | Klub                       | Kraj        | Flaga       | Rozgrywki      | Mecze | Bramki |
| ------- | -------------------------- | ----------- | ----------- | -------------- | ----- | ------ |
| 1996/97 | CO Modèle de Lomé          | Togo        | Togo        | I liga         | ?     | ?      |
| 1997/98 | CO Modèle de Lomé          | Togo        | Togo        | I liga         | ?     | ?      |
| 1998/99 | CO Modèle de Lomé          | Togo        | Togo        | I liga         | ?     | ?      |
| 1999/00 | ASKO Kara                  | Togo        | Togo        | I liga         | ?     | ?      |
| 2000/01 | ASKO Kara                  | Togo        | Togo        | I liga         | ?     | ?      |
| 2001    | Liberty Professionals      | Ghana       | Ghana       | Premier League | ?     | ?      |
| 2002    | Liberty Professionals      | Ghana       | Ghana       | Premier League | ?     | ?      |
| 2001/02 | AS Douanes Lomé            | Togo        | Togo        | I liga         | ?     | ?      |
| 2002/03 | RAA Louviéroise            | Belgia      | Belgia      | Eerste Klasse  | ?     | ?      |
| 2003/04 | RAEC Mons                  | Belgia      | Belgia      | Eerste Klasse  | 12    | 0      |
| 2004/05 | RAEC Mons                  | Belgia      | Belgia      | Eerste Klasse  | 14    | 0      |
| 2005/06 | RAEC Mons                  | Belgia      | Belgia      | Eerste Klasse  | 23    | 2      |
| 2006/07 | RAEC Mons                  | Belgia      | Belgia      | Eerste Klasse  | 23    | 0      |
| 2007/08 | RAEC Mons                  | Belgia      | Belgia      | Eerste Klasse  | 25    | 0      |
| 2008/09 | CS Otopeni                 | Rumunia     | Rumunia     | I liga         | 6     | 1      |
| 2008/09 | FC Timiszoara              | Rumunia     | Rumunia     | I liga         | 16    | 1      |
| 2009/10 | FC Timiszoara              | Rumunia     | Rumunia     | I liga         | 26    | 0      |
| 2010/11 | Bakı FK                    | Azerbejdżan | Azerbejdżan | Premyer Liqa   | 11    | 1      |
| 2010/11 | Arminia Bielefeld          | Niemcy      | Niemcy      | 2. Bundesliga  | 3     | 0      |
| 2011/12 | Royal Boussu Dour Borinage | Belgia      | Belgia      | Tweede klasse  | 12    | 1      |
| 2012/13 | Royal Boussu Dour Borinage | Belgia      | Belgia      | Tweede klasse  | 22    | 0      |
| 2013/14 | Royal Boussu Dour Borinage | Belgia      | Belgia      | Tweede klasse  | 16    | 0      |